# El presoner de Zenda (novel·la)
El presoner de Zenda (en anglès, The Prisoner of Zenda) és una novel·la escrita l'any 1894 per l'autor britànic Sir Anthony Hope Hawkins (1863, Londres - 1933) del gènere "de capa i espasa". Existeixen almenys dues versions en català publicades: Barcanova, 1992, ISBN 8475337856, traduïda per Francesca Luna; i Tres i Quatre, 1994, ISBN 8475023444, traducció d'Enric Casasses adaptada.

## Argument
Rudolf Rassendyll és un jove anglès pèl-roig amb un nas característic, uns trets curiosament semblants als d'alguns membres de la família reial de Ruritània (un país imaginari situat en algun lloc del centre d'Europa). En Rudolf viatja al regne de Ruritània amb el propòsit de veure la coronació del nou Rei, Rudolf V, un cosí seu llunyà. Però quan el Rei és capturat la vigília de la coronació pel seu traïdor germanastre, Rupert de Hentzau, només en Rudolf pot rescatar-lo, gràcies a la seva sorprenent semblança física, que li permet passar com a doble del Rei. En Rudolf passa per tot d'aventures per derrotar els enemics del Rei, i alhora s'enamora de la princesa Flàvia, la promesa del Rei.

## Curiositats
Aquesta novel·la ha estat adaptada al cine diverses vegades. També ha tingut adaptacions al teatre, l'opereta, la ràdio i la televisió.
La versió més coneguda és la pel·lícula en rabiós technicolor de 1952 on James Mason fa el paper del dolent Rupert de Hentzau, amb Stewart Granger i Deborah Kerr en els papers principals.
Existeix una seqüela de la novel·la amb el títol "Rupert de Hentzau" (Rupert of Hentzau), el nom del principal dolent de la novel·la.
La idea del doble plebeu no és pas nova, podria haver estat presa de novel·les anteriors com "El príncep i el captaire" de Mark Twain.
Algunes pel·lícules han aprofitat la mateixa idea del doble, com Moon over Parador (1988), Dave (1993), etc.

## Homenatges
La novel·leta de Francis Bret Harte "Rupert el semblant" (Rupert the Resembler) de 1902 és una paròdia on la trama es complica encara més amb l'aparició d'un tercer doble del rei, un escocès anomenat Rupert de Glasgow. La princesa, aquí anomenada Flírtia, renuncia a ser reina i acaba casant-se amb el germanastre Rupert de Hentzau per no haver de decidir entre els tres pel-rojos.
A la novel·la The Seven-Per-Cent Solution (La solució del set per cent) de Nicholas Meyer de 1974, publicada al nostre país en castellà amb el títol Elemental, doctor Freud, Sherlock Holmes i el Dr. Watson es troben al tren amb Rudolf Rassendyll quan retorna de les seves aventures a Ruritània.
A la novel·la Sherlock Holmes and the Hentzau Affair (Sherlock Holmes i l'afer Hentzau) de David Stuart Davies de 2007, Sherlock Holmes i el Dr. Watson visiten Ruritània per ajudar a trobar Rudolf Rassendyll que ha estat raptat.
A la novel·la The Strelsau dimension (La dimensió de Strelsau) de John Haythorne de 1981 Ruritània és una república popular i membre del Pacte de Varsòvia.
La novel·la de John Spurling "Després de Zenda" (After Zenda) de 1995 es pot considerar un homenatge posat al dia amb algun apunt còmic. Karl, un jove britànic sense ofici ni benefici, que és el besnet secret de Rudolf Rassendyll i la reina Flàvia, visita la Ruritània postcomunista i passa per intrigues polítiques i religioses per acabar convertint-se en el nou rei constitucional.